# Le Fils du garde-chasse
Le Fils du garde-chasse est un film français réalisé par Alice Guy en 1906.

## Synopsis
Le fils aîné du garde-chasse est fier du métier de son père, il n’hésite d’ailleurs pas à briquer son fusil. Mais le père doit brider l’enthousiasme de son fils en lui interdisant de le suivre dans sa tournée.

Peu de temps après, le garde-chasse surprend deux braconniers et se lance à leur poursuite. Les deux fautifs prévoyants avaient installé une passerelle de fortune afin de franchir un précipice ; sans scrupule, ils la retirent au moment où leur poursuivant s'apprêtait à l'emprunter, provoquant ainsi une chute mortelle - le drame se déroule sous les yeux horrifiés de l’enfant qui avait bravé l’interdit paternel -.

Alors qu’il annonce la mauvaise nouvelle à sa mère et à son frère cadet, le garçon surprend les malandrins passant à proximité et décide de les suivre. Sa filature le conduit à un estaminet où les deux compères vendent le fruit de leur rapine. Profitant d’une dispute entre les braconniers concernant le partage du butin, le fils du garde-chasse s’empare d’un couteau et tente de poignarder les coupables : une bagarre se déclare qui force l’aubergiste à faire intervenir la maréchaussée.

Un braconnier est arrêté mais l’autre prend la fuite. Accompagné de deux gendarmes, le garçon part à la poursuite du fuyard qui, dans sa précipitation, viendra à tomber dans le précipice fatal au garde-chasse.

Le fils du garde-chasse raconte alors toute l’histoire aux représentants des forces de l’ordre qui le félicitent pour son courage.

## Fiche technique
- Titre : Le Fils du garde-chasse
- Réalisation : Alice Guy
- Société de production : Société L. Gaumont et compagnie
- Pays d'origine :  France
- Genre :   Mélodrame
- Durée : 8 minutes
- Date de sortie : 1906
- Licence : Domaine public

## Autour du film
Le film est entièrement tourné en extérieurs.